# Herren von Rammung

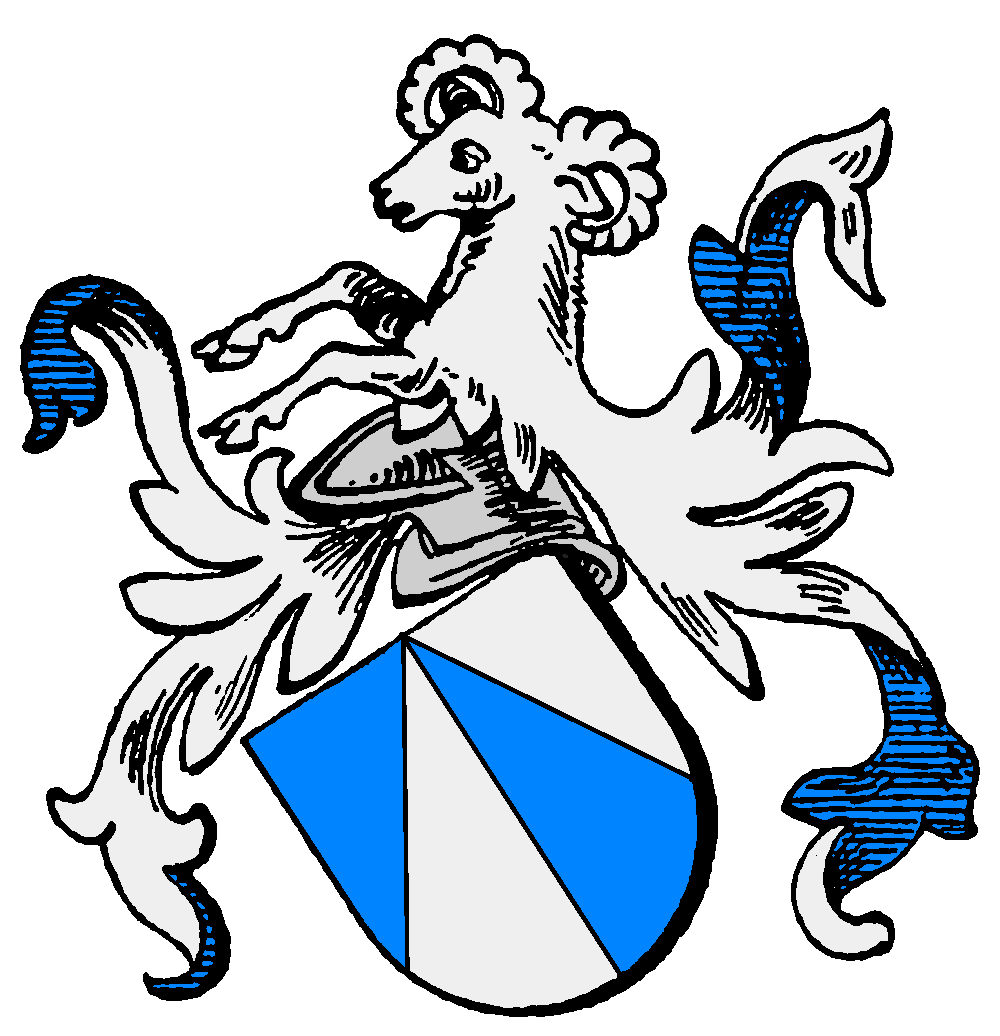
Wappen derer von Ramung zu Daspach

Die Herren von Rammung, auch Ramung oder Rammungen geschrieben, waren ein deutsches Adelsgeschlecht aus dem Kraichgau. Es ist nicht zu verwechseln mit dem oberbayerischen Geschlecht der von Ramung (oder Romung) zu Rameck, das ein anderes Wappen führte.

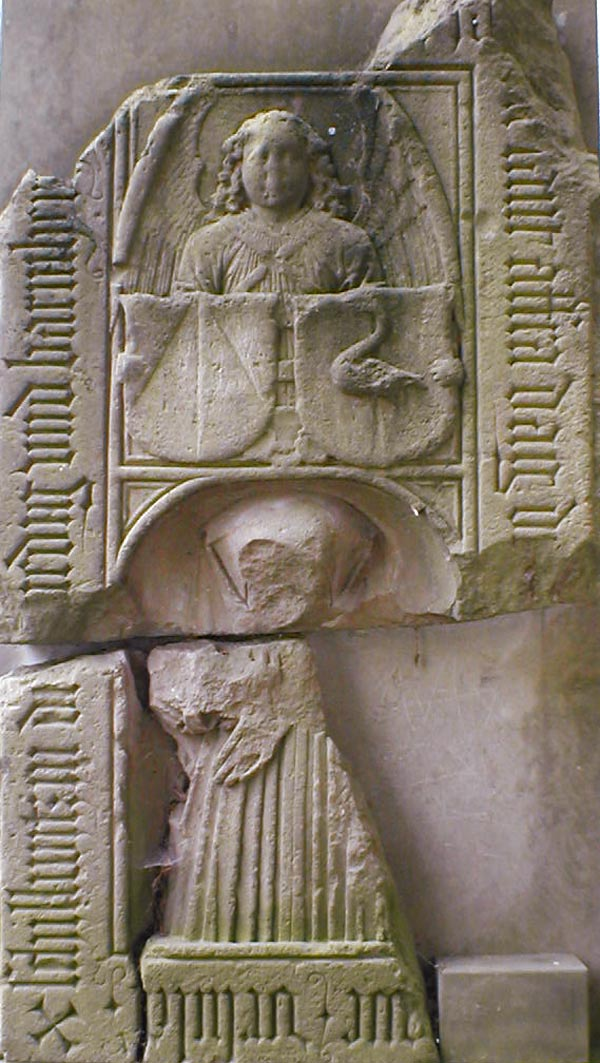
Grabplatte der Ursula von Rammung an der evangelischen Kirche von Daisbach

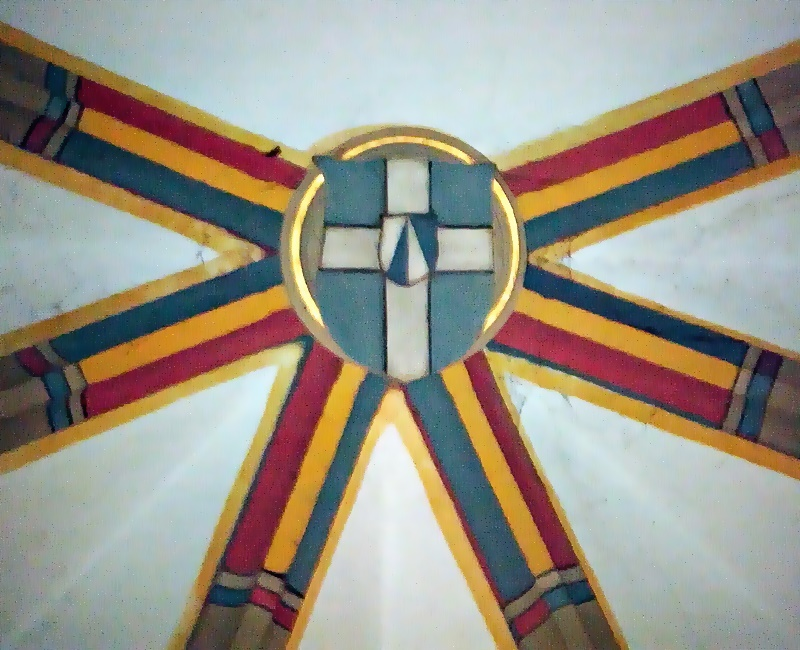
Bischofswappen Matthias von Rammungs im Chor der Wallfahrtskirche Waghäusel

## Daisbach
Matthias von Rammung (1417–1478) war Bischof von Speyer. Sein Bruder Hans von Rammung († 1469) hatte das Burglehen von Daisbach inne. Er war in zweiter Ehe verheiratet mit Irmel von Wettelberg. Dieser Ehe entstammte Sohn Matthias. Nach dem frühen Tod des Hans von Rammung wurde Hans von Gemmingen, genannt Giener, der mit einer Schwester des Bischofs verheiratet war, zum Vormund der Kinder des Hans von Rammung bestellt. Albrecht V. Göler von Ravensburg (1444–1503) heiratete im Jahr 1472 Kunigunde von Rammung, die Erbin von Daisbach. Nach deren Tod heiratete er 1474 eine Katharina von Rammung. 1478 erhielt Matthias von Rammung, Neffe des gleichnamigen Speyerer Bischofs, in Landau von seinem Onkel das Burglehen des Vaters, das 1494 vom römisch-deutschen König Maximilian I. erneuert wurde. Um 1480 heiratete er Ursula von Schülmitz († 1502). Der Ehe entstammten drei Töchter und der Sohn Siegfried. 1501 stiftete Matthias von Rammung die Pfarrei in Daisbach. 1503 zog er mit Kurfürst Philipp in den Bayerisch-Pfälzischen Erbfolgekrieg. 1506 starb er und wurde an der Seite seiner Gattin in der Daisbacher Kirche begraben. Abermals wurde nun ein Hans von Gemmingen, genannt Giener, zum Vormund eingesetzt. Sohn Siegfried schlug eine geistliche Laufbahn ein und verstarb als letzter des Geschlechts 1560 als Komtur und Statthalter des Johanniterordens in Heitersheim.

## Daudenzell
Nach einem Kaufbrief von 1468 verkaufte Wiprecht von Helmstatt das Dorf Dudenzelle uf dem Kreychgaue dem wirdigen Herrn Diethern Rammung, Propst in Wimpfen, und seinen Erben.
In zweiter Ehe heiratete Albrecht V. Göler von Ravensburg im Jahr 1474 Katharina von Rammung und kam nach dem Tod seiner Frau 1497 in den Besitz von Daudenzell.

## Wappen
Das von Blau und Silber gespaltene Wappen zeigt eine geteilte Spitze verwechselter Tinktur. Auf dem Helm mit blau-silbernen Helmdecken ein wachsender silberner Widder. Die erhaltenen Wappensteine von Bischof Matthias von Rammung zeigen alle sein Familienwappen, mittig aufgelegt auf das Speyerer Bistumswappen, das aus einem silbernen Kreuz auf blauem Grund besteht.